# Врнчани (Чачак)
Врнчани је насеље у Србији у општини Чачак у Моравичком округу. Према попису из 2022. било је 151 становника.

## Географија
Село Врнчани лежи на југо-западном делу планине Каблар и захвата леву страну Овчарско-Кабларске клисуре. Преко јужне стране села пролази река Западна Морава. Са југозапада, село штити планина Оровица, а са западне стране Чарапића поток дели село, а и општину Чачак од Горње Добриње која је смештена у општини Пожега. Са северне стране је село Јанчићи. По површини Врнчани су готово највеће село општине Чачак, а по броју становника најмање. Порвшина је 2.041 хектар, 17 ари и 63 m². Мањи део заузимају њиве, ливаде и воћњаци, а већи део је неплодно земљиште (шуме, крш...)

## Историја
Најстарији становници села Врнчана су били Илири, који су на тој територији живели око 7. века п. н. е. После тога су село населили Римљани, за које историјске чињенице говоре да су користили топлу воду из Овчар Бање. Турци су ово село окупирали 1460. године и тада се населили на месту Равнине које је било, а и данас је, раскрсница више Општина (Чачак, Горњи Милановац, Пожега). Постоје два пописа (Грађа историјског архива у Чачку), која су јако битна за Врнчане: попис из 1525. године, а други је извршен између 1525. и 1528. године. Према попису из 1525. године у селу је било 29 домова, 14 неожењених, 1 баштина, 1 манастир (Манастир Преображења), 1 млин који ради пола године, приход села је био 5124 аспре. Врнчани су припадали Смедеревском санџаку, а касније нахији Рудничка Морава.

## Манастири
На територији села Врнчани се налази неколико манастира Овчарско-кабларске клисуре: Старо Преображење, Благовештење, Илиње и Савиње.

## Демографија
У насељу Врнчани живи 241 пунолетни становник, а просечна старост становништва износи 46,2 година (43,8 код мушкараца и 48,9 код жена). У насељу има 89 домаћинстава, а просечан број чланова по домаћинству је 3,08.
Ово насеље је великим делом насељено Србима (према попису из 2002. године), а у последња три пописа, примећен је пад у броју становника.
|  |

| Демографија | Демографија | Демографија |
| Година      | Становника  | Становника  |
| ----------- | ----------- | ----------- |
| 1948.       | 545         |             |
| 1953.       | 704         |             |
| 1961.       | 616         |             |
| 1971.       | 523         |             |
| 1981.       | 448         |             |
| 1991.       | 368         | 368         |
| 2002.       | 279         | 284         |
| 2011.       | 222         |             |

| Етнички састав према попису из 2002.‍ | Етнички састав према попису из 2002.‍ | Етнички састав према попису из 2002.‍ | Етнички састав према попису из 2002.‍ | Етнички састав према попису из 2002.‍ |
| ------------------------------------ | ------------------------------------ | ------------------------------------ | ------------------------------------ | ------------------------------------ |
|                                      |                                      |                                      |                                      |                                      |
| Срби                                 | Срби                                 |                                      | 276                                  | 98,92%                               |
| Муслимани                            | Муслимани                            |                                      | 1                                    | 0,35%                                |
| Македонци                            | Македонци                            |                                      | 1                                    | 0,35%                                |
| непознато                            | непознато                            |                                      | 1                                    | 0,35%                                |

| Година пописа     | 1948. | 1953. | 1961. | 1971. | 1981. | 1991. | 2002. |
| ----------------- | ----- | ----- | ----- | ----- | ----- | ----- | ----- |
| Број домаћинстава | 77    | 133   | 132   | 134   | 118   | 105   | 89    |

| Број чланова      | 1  | 2  | 3 | 4  | 5  | 6  | 7 | 8 | 9 | 10 и више | Просек |
| ----------------- | -- | -- | - | -- | -- | -- | - | - | - | --------- | ------ |
| Број домаћинстава | 23 | 23 | 7 | 13 | 10 | 10 | 2 | 1 | 0 | 0         | 3,08   |

| Пол    | Укупно | Неожењен/Неудата | Ожењен/Удата | Удовац/Удовица | Разведен/Разведена | Непознато |
| ------ | ------ | ---------------- | ------------ | -------------- | ------------------ | --------- |
| Мушки  | 130    | 37               | 79           | 13             | 1                  | 0         |
| Женски | 120    | 10               | 77           | 32             | 1                  | 0         |
| УКУПНО | 250    | 47               | 156          | 45             | 2                  | 0         |

| Пол    | Укупно                    | Пољопривреда, лов и шумарство | Рибарство                            | Вађење руде и камена | Прерађивачка индустрија       |
| ------ | ------------------------- | ----------------------------- | ------------------------------------ | -------------------- | ----------------------------- |
| Мушки  | 96                        | 63                            | 0                                    | 0                    | 9                             |
| Женски | 53                        | 45                            | 0                                    | 0                    | 2                             |
| УКУПНО | 149                       | 108                           | 0                                    | 0                    | 11                            |
| Пол    | Производња и снабдевање   | Грађевинарство                | Трговина                             | Хотели и ресторани   | Саобраћај, складиштење и везе |
| Мушки  | 1                         | 8                             | 4                                    | 1                    | 4                             |
| Женски | 0                         | 0                             | 0                                    | 0                    | 0                             |
| УКУПНО | 1                         | 8                             | 4                                    | 1                    | 4                             |
| Пол    | Финансијско посредовање   | Некретнине                    | Државна управа и одбрана             | Образовање           | Здравствени и социјални рад   |
| Мушки  | 0                         | 1                             | 1                                    | 2                    | 0                             |
| Женски | 0                         | 0                             | 0                                    | 4                    | 1                             |
| УКУПНО | 0                         | 1                             | 1                                    | 6                    | 1                             |
| Пол    | Остале услужне активности | Приватна домаћинства          | Екстериторијалне организације и тела | Непознато            | Непознато                     |
| Мушки  | 2                         | 0                             | 0                                    | 0                    | 0                             |
| Женски | 1                         | 0                             | 0                                    | 0                    | 0                             |
| УКУПНО | 3                         | 0                             | 0                                    | 0                    | 0                             |